# Silex (Missouri)
Silex é uma vila localizada no estado americano de Missouri, no Condado de Lincoln.

## Demografia
Segundo o censo americano de 2000, a sua população era de 206 habitantes.
Em 2006, foi estimada uma população de 283, um aumento de 77 (37.4%).

## Geografia
De acordo com o United States Census Bureau tem uma área de
0,5 km², dos quais 0,5 km² cobertos por terra e 0,0 km² cobertos por água. Silex localiza-se a aproximadamente 182 m acima do nível do mar.

## Localidades na vizinhança
O diagrama seguinte representa as localidades num raio de 20 km ao redor de Silex.